# Melissa & Joey
Melissa & Joey ist eine US-amerikanische Sitcom, die von 2010 bis 2015 von Hartbreak Films in Zusammenarbeit mit ABC Family Original Productions für den US-Kabelsender ABC Family produziert wurde. Melissa & Joey wurde live im Studio vor Publikum aufgenommen. Sie handelt von der Lokalpolitikerin Mel Burke, ihrem Neffen Ryder und ihrer Nichte Lennox und Joe Longo, der aufgrund seiner Pleite als Kindermädchen im Haushalt arbeitet.

## Handlung
Mel Burke ist eine Lokalpolitikerin in Toledo. Als ihre Nichte Lennox und ihr Neffe Ryder plötzlich ohne Eltern dastehen, nimmt sie die beiden bei sich auf. Von der neuen Situation überfordert heuert sie Joe Longo, einen früheren Aktienhändler, der durch ein Schneeballsystem sein Vermögen verloren hat, als männliches Kindermädchen an. Als genretypisches Handlungselement dient die sich entwickelnde Beziehung zwischen den ungleichen Protagonisten. Romantische Verhältnisse von Mel und Joe zu Nebenfiguren dienen hauptsächlich dazu, am Ende zu scheitern und beim Zuschauer die Spannung zu wecken, ob erstere erkennen, dass sie eigentlich zusammen sein sollten. 

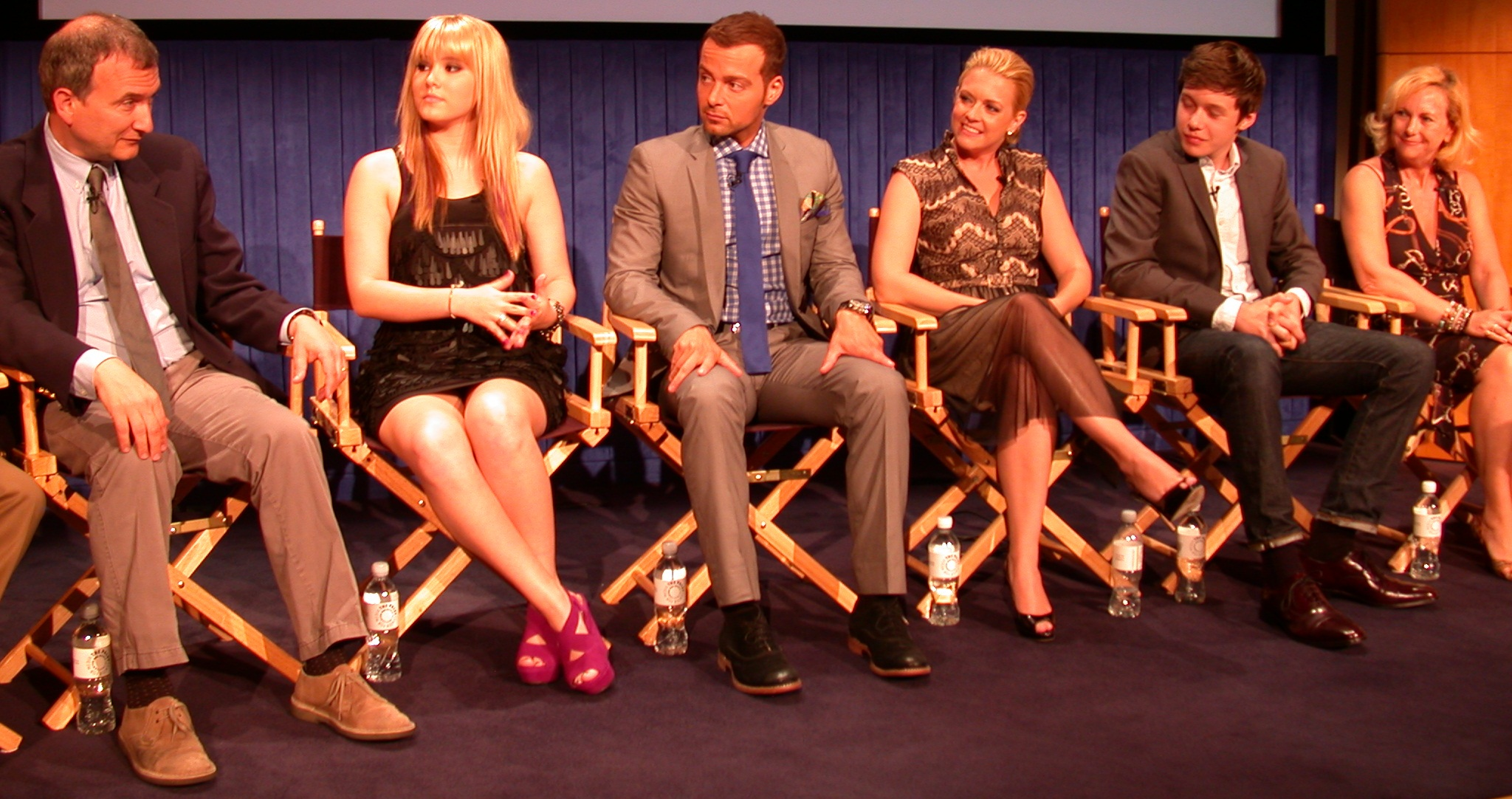
Von links nach rechts: David Kendall (Erfinder der Serie), Taylor Spreitler (Lennox), Joey Lawrence (Joey), Melissa Joan Hart (Mel), Nick Robinson (Ryder), Paula Hart (Produzentin der Serie)

## Figuren

### Hauptfiguren
Melanie „Mel“ Alison Burke
Mel sitzt im Stadtrat von Toledo im Bundesstaat Ohio. In ihrer Jugend war sie rebellisch und ein typisches Partygirl, das kaum Verantwortung übernahm. Nun muss sie sich um ihre Nichte und Neffen kümmern, da deren Mutter (Mels Schwester) wegen Veruntreuung im Gefängnis sitzt und ihr Vater auf der Flucht vor den Behörden ist.
Joseph „Joe“ Paul LongoJoe ist ein früherer Aktienhändler, der seinen Job und sein Vermögen verloren hat und von seiner Frau verlassen wurde, alles infolge eines Schneeballsystems, das von Mels Schwager ausging. Er arbeitet und wohnt nun bei Mel und kümmert sich dort um die Kindererziehung und den Haushalt.
Lennox Elizabeth ScanlonLennox ist Mels Nichte. Sie hat ihren eigenen Kopf, was auch zu Auseinandersetzungen mit Mel führt, ist jedoch froh, dass diese sie bei sich aufgenommen hat.
Ryder ScanlonRyder ist Mels Neffe und der jüngste im Haushalt. Wie viele Jungen seines Alters, schaut er gern Fernsehen und treibt Sport. In der Schule ist er eher ein Außenseiter.

### Nebenfiguren
- Stephanie Krause: Stephanie ist Mels Rechtsassistentin und frühere Praktikantin. Sie ist sehr strebsam und loyal und plant Interviews, Fototermine und Presseauftritte für Mel. Sie ist ein wenig in Joe verliebt.
- Rhonda Cheng: Rhonda ist Mels Pressesekretärin. Sie gibt Mel immer Ratschläge zu ihren Dates sowie zur Erziehung.
- Tiffany Longo: Tiffany ist Joes Exfrau. Sie kann sich nicht recht entscheiden, ob sie wieder mit ihm eine Beziehung eingehen möchte.
- Holly Rebeck: Holly ist in der ersten und zweiten Staffel Ryders kontrollverliebte Freundin. Sie ist oft manipulativ und eifersüchtig. Ryder macht meistens, was sie sagt.
- George Karpelos, Jr.: George ist Mitte der ersten Staffel Mels Freund. Er ist ein 24-jähriger Geschäftsmann, der gerne Fahrrad fährt. Später zieht er aus geschäftlichen Gründen nach Italien.
- Russell Burke: Russell ist Mels Vater und US-Senator, zu dem sie keinen guten Kontakt pflegt.
- Jackie: Jackie ist Mels beste Freundin aus dem College und die Einzige, die neben Mel auch noch single ist. Sie plant, mithilfe eines Samenspenders ein Baby zu bekommen.
- Elena Romanov: Elena ist eine russische Geschäftsfrau, die Joe am Ende der zweiten Staffel heiratet.
- Leo Larbeck: Leo ist der Bauunternehmer, der zu Beginn der zweiten Staffel die Renovierung des Hauses übernimmt.
- Haskell Davis: Haskell ist in der zweiten Staffel Lennox’ Freund.
- Aidan Haber: Aidan ist Präsident des „Spirit Committee“ an der Schule von Lennox und Ryder.
- Austin: Ein Freund von Mel aus Kindheitstagen, der nach Toledo zurückkehrt.
- Zander Carlson: Zander ist Lennox’ Freund ab der dritten Staffel.

## Besetzung
Die deutsche Synchronisation entstand nach einem Dialogbuch von Inez Günther und unter der Dialogregie von Solveig Duda (Staffel 1) bzw. Julia Haacke (ab Staffel 2) durch die Synchronfirma Film- & Fernseh-Synchron in München.
| Schauspieler         | Rollenname           | Hauptrolle | Nebenrolle            | Synchronsprecher                                           |
| -------------------- | -------------------- | ---------- | --------------------- | ---------------------------------------------------------- |
| Melissa Joan Hart    | Melanie „Mel“ Burke  | 1.01–4.22  |                       | Sonja Reichelt                                             |
| Joey Lawrence        | Joseph „Joe“ Longo   | 1.01–4.22  |                       | Benedikt Weber                                             |
| Taylor Spreitler     | Lennox Scanlon       | 1.01–4.22  |                       | Marcia von Rebay (1.01–3.16) Marieke Oeffinger (3.17–4.22) |
| Nick Robinson        | Ryder Scanlon        | 1.01–4.22  |                       | Paul Deny                                                  |
| Christine Lakin      | Jackie               |            | 1.20, 2.08, 3.35–3.36 | Caroline Combrinck                                         |
| Christopher Rich     | Russell Burke        |            | 1.05, 1.24, 3.29–4.17 | Walter von Hauff                                           |
| Matthew Lawrence     | Tony Longo           |            | 1.25, 3.34–3.36       | Johannes Raspe                                             |
| Lucy DeVito          | Stephanie Krause     |            | 1.07–2.15             | Laura Maire                                                |
| Rachel G. Fox        | Holly Rebeck         |            | 1.17–2.06             | Lara Wurmer                                                |
| Elizabeth Ho         | Rhonda Cheng         |            | 1.01–1.06             | Elisabeth von Koch                                         |
| Megan Hilty          | Tiffany Longo        |            | 1.13, 1.22            | Sabine Bohlmann                                            |
| Scott Michael Foster | George Karpelos, Jr. |            | 1.21–1.23             | Manuel Straube                                             |
| Joel McKinnon Miller | Leo Larbeck          |            | 2.01–2.02             | Claus Brockmeyer                                           |
| Cody Linley          | Aidan Haber          |            | 2.02–2.03             | Max Felder                                                 |
| Gregg Sulkin         | Haskell Davis        |            | 2.04–2.08             | Roman Wolko                                                |
| Anya Monzikova       | Elena Romanov        |            | 2.13–2.15             | Claudia Lössl                                              |
| Sterling Knight      | Zander Carlson       |            | 3.01–4.22             | Tobias John von Freyend                                    |
| Trevor Donovan       | Austin               |            | 3.05–4.02             | Manou Lubowski                                             |
| Samantha Logan       | Stella               |            | 3.21–3.27             | Lea Kalbhenn                                               |
| Brando Eaton         | Emerson Pritchard    |            | 3.23–3.25             | René Dawn-Claude                                           |
| Jada Facer           | Danni                |            | 3.36–4.11             |                                                            |

## Produktion und Ausstrahlung
Vereinigte Staaten
Für die erste Staffel von Melissa & Joey wurden zunächst zehn Episoden produziert, deren Ausstrahlung am 17. August 2010 begann. Zwei Monate später gab ABC Family die Produktion von weiteren 20 Episoden für die erste Staffel bekannt. Als ein Grund für die überlange Staffelbestellung wurde die sehr geringe Gage von Melissa Joan Hart in der ersten Staffel genannt. Diese lag mit knapp über 4000 US-Dollar pro Folge deutlich am unteren Ende der Gehaltsskala für Serien-Hauptdarsteller. Die erste Staffel wurde am 29. Juni 2011 fortgesetzt und endete am 14. September mit einer Doppelfolge. Bereits im Juli 2011 wurde die Serie um eine zweite Staffel verlängert, deren 15 Episoden zwischen dem 30. Mai und dem 29. August 2012 ausgestrahlt wurden.
Ebenfalls im August 2012 gab ABC Family die Produktion einer dritten Staffel bekannt, die vom 29. Mai 2013 bis zum 18. Juni 2014 ausgestrahlt wurde. Noch vor der Premiere der dritten Staffel wurde diese um weitere 20 Episoden verlängert, so dass diese insgesamt 37 Folgen umfasst. Die zweite Hälfte der dritten Staffel wurde ab Januar 2014 ausgestrahlt. Zusätzlich gab ABC Family 20 weitere Episoden für eine vierte Staffel in Auftrag, so dass Melissa & Joey die erste Comedy-Serie des Senders war, die 100 Folgen überschritt.
Anfang Februar 2015 gab ABC Family die Einstellung der Serie nach der vierten Staffel bekannt. Die letzte Folge wurde am 5. August 2015 in den Vereinigten Staaten ausgestrahlt.
Deutschland
In Deutschland strahlt Comedy Central die Serie seit dem 10. Dezember 2012 aus. Sie ersetzte Happy Endings auf diesem Sendeplatz.
Die Ausstrahlung der dritten Staffel wurde am 5. März 2015 beendet. Die vierte und letzte Staffel wurde erstmals ab dem 16. November 2015 auf Comedy Central ausgestrahlt.

## Auszeichnungen
| Jahr | Preis                  | Kategorie                | Resultat  |
| ---- | ---------------------- | ------------------------ | --------- |
| 2013 | People’s Choice Awards | Favorite Cable TV Comedy | Nominiert |
| 2014 | People’s Choice Awards | Favorite Cable TV Comedy | Nominiert |
| 2015 | People’s Choice Awards | Favorite Cable TV Comedy | Gewonnen  |